# FC Rubin Kazan
FC Rubin Kazan este un club de fotbal din Kazan, Rusia și este campioana Rusiei la fotbal în sezonul 2008-2009. Formația, înființată în anul 1958, evoluează pe stadionul Central din Kazan, stadion care are o capacitate de 30.133 de locuri. Nu a evoluat niciodată în Liga Superioară a URSS.

## Istoric
Clubul care poartă astăzi numele de Rubin Kazan s-a înființat în anul 1958, sub numele de Iskra Kazan. A purtat această denumire până în 1964. În vremea comunismului, pe vremea Uniunii Sovietice, Rubin Kazan nu a evoluat niciodată pe prima scenă.
Între 1992 și 1993, clubul a fost redenumit, purtând numele de Rubin-TAN. În această vreme, Rubin a evoluat în nou-înființata ligă secundă din Rusia. Rubin Kazan a retrogradat chiar și în a Treia Ligă Rusă, la sfârșitul sezonului 1993. A stat în această ligă timp de patru sezoane, până la promovarea în divizia secundă petrecută în 1997.
În sezonul 1998, Rubin Kazan a reușit să ajungă până în sferturile de finală ale Cupei Rusiei. După ce în anul 2000 a fost foarte aproape de prima promovare pe prima scenă a fotbalului rus, Rubin Kazan a reușit, în final, acest lucru, după ce a câștigat liga secundă în 2002. Rubin Kazan a promovat cu 72 de puncte în 34 de partide, primind doar 14 goluri și marcând 51 de goluri.
În chiar primul sezon în prima ligă rusă, Rubin Kazan a ocupat un loc excelent pentru o nou-promovată, locul 3, poziție care i-a asigurat prima aventură europeană, mai exact o participare în ediția 2004-2005 a Cupei UEFA. Rubin a întâlnit formația austriacă Rapid Viena, pe care, deși a învins-o în tur cu scorul de 2-0, la Viena, a pierdut calificarea în retur, la Kazan, după ce a pierdut la scor de forfait, ratând astfel o întâlnire cu Sporting Lisabona.
În 2005, Rubin a ocupat locul 4, care i-a adus o nouă participare în Cupa UEFA. În această ediție, Rubin a reușit o dublă victorie cu formația bielorusă BATE Borisov. A ratat, însă, calificarea în grupe, după ce a pierdut împotriva italienilor de la AC Parma.
La finalul sezonului 2008 al Campionatului Rusiei, Rubin Kazan a devenit campioana Rusiei în premieră, câștigând astfel primul trofeu oficial. Rubin Kazan a fost campioană din punct de vedere matematic încă din etapa a 27-a. Câștigă campionatul și în următorul an și evolueză în ediția 2009-2010 a grupelor UEFA Champions League. În 2012 își adjudecă Cupa Rusiei.

## Stadion
Formația Rubin Kazan a evoluat pe stadionul Central din Kazan, arenă cu o capacitate de 30.133 de locuri. Stadionul a fost construit în anul 1960. Primul meci disputat pe acest stadion a avut loc la data de 21 august 1960, meci disputat între formațiile Iskra Engels și Metalurg Kamensk - Uralsky. Din 2013 evoluează pe Kazan Arena, care poate găzdui 45.105 fani.

## Lotul sezonului 2016-2017
| Nr. |          | Poziție | Jucător               |
| --- | -------- | ------- | --------------------- |
| 1   | Rusia    | P       | Sergei Ryzhikov       |
| 2   | Rusia    | F       | Oleg Kuzmin (Captain) |
| 3   | Rusia    | F       | Elmir Nabiullin       |
| 5   | Georgia  | F       | Solomon Kvirkvelia    |
| 6   | Spania   | F       | Sergio Sánchez        |
| 8   | Camerun  | M       | Alex Song             |
| 9   | Rusia    | A       | Maksim Kanunnikov     |
| 10  | Belgia   | M       | Maxime Lestienne      |
| 14  | Rusia    | M       | Diniyar Bilyaletdinov |
| 20  | Croația  | M       | Mijo Caktaš           |
| 21  | Spania   | M       | Rubén Rochina         |
| 22  | Brazilia | A       | Jonathas              |
| 23  | Austria  | F       | Moritz Bauer          |

| Nr. |         | Poziție | Jucător             |
| --- | ------- | ------- | ------------------- |
| 25  | Peru    | F       | Carlos Zambrano     |
| 27  | Rusia   | M       | Magomed Ozdoyev     |
| 31  | Rusia   | M       | Denis Tkachuk       |
| 39  | Rusia   | A       | Vladimir Dyadyun    |
| 49  | Rusia   | F       | Vitali Ustinov      |
| 61  | Turcia  | M       | Gökdeniz Karadeniz  |
| 80  | Rusia   | M       | Vladislav Kulik     |
| 85  | Rusia   | M       | Ilzat Akhmetov      |
| 88  | Rusia   | M       | Ruslan Kambolov     |
| 90  | Rusia   | F       | Taras Burlak        |
| 91  | Rusia   | P       | Yuri Nesterenko     |
| 96  | Rusia   | A       | Rifat Zhemaletdinov |
|     | Ucraina | F       | Andriy Pylyavskyi   |

### Rezerve
| Nr. |         | Poziție | Jucător            |
| --- | ------- | ------- | ------------------ |
| 29  | Rusia   | A       | Dmitri Michurenkov |
| 30  | Rusia   | M       | Igor Rogachevskiy  |
| 31  | Rusia   | P       | Aleksei Berezin    |
| 32  | Rusia   | M       | Anatoli Savelyev   |
| 35  | Rusia   | F       | Airat Mukhtarov    |
| 37  | Rusia   | F       | Elmir Nabiullin    |
| 38  | Rusia   | A       | German Sergeyev    |
| 39  | Rusia   | F       | Yuri Litke         |
| 41  | Rusia   | A       | Selim Nurmuradov   |
| 42  | Rusia   | F       | Dmitri Boyko       |
| 45  | Rusia   | P       | Timur Akmurzin     |
| 46  | Rusia   | M       | Nozim Babadzhanov  |
| 47  | Belarus | F       | Mikhail Babichev   |
| 49  | Rusia   | A       | Dzhambulat Kalayev |

| Nr. |         | Poziție | Jucător              |
| --- | ------- | ------- | -------------------- |
| 51  | Rusia   | M       | Aslanbek Sikoyev     |
| 52  | Rusia   | F       | Konstantin Vasilyev  |
| 54  | Rusia   | A       | Vladislav Shpitalniy |
| 56  | Rusia   | A       | Gevorg Arutyunyan    |
| 57  | Rusia   | M       | Nikita Lobanov       |
| 58  | Rusia   | M       | Anton Kazanskiy      |
| 59  | Rusia   | F       | Aydar Khabibullin    |
| 68  | Rusia   | P       | Yaroslav Maloletkov  |
| 70  | Rusia   | P       | Yevgeni Shchetinin   |
| 72  | Georgia | A       | Nika Kacharava       |
| 73  | Rusia   | F       | Nikolai Zlobin       |
| 75  | Rusia   | M       | Boris Shavlokhov     |
| 98  | Rusia   | M       | Roman Stepin         |